# Municipio de Pleasant (condado de Seneca)
El municipio de Pleasant (en inglés: Pleasant Township) es un municipio ubicado en el condado de Seneca en el estado estadounidense de Ohio. En el año 2010 tenía una población de 1635 habitantes y una densidad poblacional de 17,52 personas por km².

## Geografía
El municipio de Pleasant se encuentra ubicado en las coordenadas 41°13′2″N 83°7′32″O / 41.21722, -83.12556. Según la Oficina del Censo de los Estados Unidos, el municipio tiene una superficie total de 93.32 km², de la cual 92,03 km² corresponden a tierra firme y (1,38 %) 1,29 km² es agua.

## Demografía
Según el censo de 2010, había 1635 personas residiendo en el municipio de Pleasant. La densidad de población era de 17,52 hab./km². De los 1635 habitantes, el municipio de Pleasant estaba compuesto por el 97,55 % blancos, el 0,37 % eran afroamericanos, el 0,18 % eran amerindios, el 0,06 % eran asiáticos, el 0,73 % eran de otras razas y el 1,1 % eran de una mezcla de razas. Del total de la población el 3,18 % eran hispanos o latinos de cualquier raza.